# Podiatri
Podiatri är läran om hur man diagnostiserar och behandlar sjukdomstillstånd och skador i fot, vrist och ibland även knä, ben och höft om det har menlig inverkan på fotens funktion. En person som är utbildad inom området podiatri kallas podiatriker. Sveriges enda akademiska utbildning till podiatriker finns vid Karolinska Institutet och startade hösten 2006. Utbildningen omfattar 180 högskolepoäng och leder till en kandidatexamen. Masterutbildningar inom podiatri finns att studera i exempelvis England vilka leder till forskarbehörighet. 2009 beslutade Karolinska Institutet att lägga den svenska utbildningen vilande. Efter det utbildas inga podiatriker i Sverige, men det kan komma att ändras om något universitet tar upp utbildningen igen.
I många länder inom EU och i Australien, Nya Zeeland  och USA är podiatri (podiatry, podiatric medicine) en stor och erkänd medicinsk yrkeskategori. Där har podiatriker länge arbetat med fothälsa och fotkirurgi. De har också befogenheter att förskriva läkemedel. Tanken är att podiatrin i Sverige ska fungera på ett liknande sätt. 
De första podiatrikerna i Sverige fick sin examen våren 2009. Ambitionen hos Karolinska Institutet och fackförbund var att yrkesgruppen skulle få legitimation. Tanken var också att bygga upp forskning kring ämnet.

## Exempel på vad en podiatriker arbetar med
- gånganalys
- belastningsundersökning
- tillverkning av fotbäddar
- biomekanik
- fotundersökning (fotstatus) och fotbehandling hos diabetespatienter
- undersökning av blodförsörjning i ben och fot
- neurologiska undersökningar av nedre extremitet
- sårrevision av fotsår av olika orsak
- fotproblem vid olika idrotter
- förebyggande information om bland annat skoråd till patienter
- led- och muskelundersökningar i foten och benet samt efterföljande behandling
- stabilitetstest
- ge råd och utbilda patienter i egenvård
- forskning

## Patientgrupper som kan tänkas vara i behov av podiatrisk vård
- diabetiker
- reumatiker
- idrottare
- patienter med olika dermatologiska problem till exempel personer med psoriasis
- personer som har cirkulationsstörningar
- personer med felbelastningar